# Big Syke
Big Syke, pseudonimo di Tyruss Himes (Inglewood, 22 novembre 1968 – Hawthorne, 5 dicembre 2016), è stato un rapper statunitense.

## Biografia
Nel 1990, Big Syke collaborò con il gruppo rap chiamato "Evil Mind Gangstas" con i rapper Domino and Mental Illness. Incontrò 2Pac nel 1992, entrando nel suo gruppo Thug Life. Divenne noto nel 1994 grazie ai brani How Long Will They Mourn Me e Cradle to the Grave, presenti nel primo e unico album del gruppo. Dopo lo scioglimento della Thug Life e dopo lo scarceramento di 2Pac, Big Syke collaborò a quattro tracce nell'album di 2Pac All Eyez on Me: Picture Me Rollin', When We Ride, All Eyez on Me e Check Out Time. Si unì poi agli Outlawz, utilizzando il soprannome di "Mussolini".

## La morte
Muore il 5 dicembre 2016 a Hawthorne nella sua dimora, presso la contea di Los Angeles per cause naturali, dovute probabilmente ad un attacco cardiaco.

## Discografia

### Album in studio
- 1996 - Be Yo' Self (Parole/RideOnUm Records)
- 2001 - Big Syke Daddy  (D3 Entertainment/RideOnUm Records)
- 2002 - Street Commando (Riviera/RideOnUm Records)
- 2002 - Big Syke' (Rap-A-Lot/RideOnUm Records)

in collaborazione
- 1992 - All Hell Breakin' Loose (con Evil Mind Gangsta) (Organize Records)
- 1994 - Thug Life: Volume 1 (con Thug Life) (Out Da Gutta/Interscope)

### Raccolte
- 2001 - Thug Law: Thug Life Outlawz Chapter 1 (D3 Entertainment/RideOnUm Records)
- 2003 - Thug Law: Thug Life Outlawz Chapter 2 (RideOnUm Records)